# D. Lawrence Wieder
Pour les articles homonymes, voir Wieder.
Donald Lawrence Wieder (Larry Wieder), né le 4 mai 1938 à Mason City, Indiana et mort le 30 novembre 2006 à Norman, Oklahoma, est un sociologue américain. Il est l'un des premiers collaborateurs de Harold Garfinkel et membre de la première génération des chercheurs en ethnométhodologie. 
Wieder a obtenu un Ph.D. en sociologie à l'Université de Californie à Los Angeles. Il a enseigné par la suite à l'Université de l'Oklahoma, où il se rejoint le département de communication en 1983. Ses travaux portent sur l'ethnométhodologie, l'interaction en face-à-face (cf. Erving Goffman), la communication non verbale, l'ethnographie de la communication et l'analyse conversationnelle. Sa contribution la plus importante est Language and Social Reality: The telling of the convict code, paru en 1974 et réédité en 1988.

## Publications
- Language and social reality : the case of telling the convict code, The Hague : Mouton, 1974 ; 2e éd: Lanham, Md. : Center for Advanced Research in Phenomenology ; Washington, D.C. : University Press of America, 1988.
- avec Howard W.  Ivey, Phenomenology : a bibliography of English language writings, Monticello, Ill. : Council of Planning Librarians, 1975.
- avec Don H. Zimmerman et Siu Zimmerman, Understanding social problems, New York : Praeger, 1976.
- « Ethnomethodology, conversation analysis, microanalysis, and the ethnography of speaking (EM-CA-MA-ES): Resonances and basic issues », in Research on Language and Social Interaction, 32, 1999, p. 163-171.
- avec Faye Mangrum et Michael Fairley, « Informal problem solving in the technology-mediated workplace », in The Journal of Business Communication, 38, 2001, p. 315-336.